# Liste der Flugplätze in Lettland
Die Liste der Flugplätze in Lettland führt den internationalen Flughafen in Riga sowie neun von der CAA (lettisch Civilās aviācijas aģentūra, lettische Luftfahrtbehörde) offiziell zugelassene Flugplätze auf (Ādaži, Cēsis, Ikšķile, Jūrmala, Liepāja, Limbaži, Riga, Spilve, Ventspils). Dazu kommen acht Heliports sowie vier weitere Regionalflugplätze. In Daugavpils und Jūrmala findet gegenwärtig kein Flugverkehr statt.
Andere Flugplätze in Lettland sind hauptsächlich ehemalige Agrarflugplätze, ehemalige Luftwaffenstützpunkte der Luftstreitkräfte der Sowjetunion, ehemalige Flugplätze der DOSAAF, drei ehemalige Wasserflugplätze oder private Flugplätze für kleine Flugzeuge. Sie sind nicht offiziell in der nationalen Flugzeuginfrastruktur registriert und zertifiziert, werden jedoch häufig für Luftfahrtclubs (Flugplatz Cīrava), Flugshows (Flugplatz Degumnieki), Fallschirmspringen und Gleitschirmfliegen (Flugplatz Grīva) verwendet. Einige ehemalige Flugplätze wurden aufgegeben, vernachlässigt oder planmäßig abgebaut. Ein Teil der ehemaligen Flugplätze wird für Aktivitäten außerhalb der Luftfahrt (Produktionsanlagen, Autorennen, Modellflug) genutzt.
Die militärische Luftfahrt begann in der Republik Lettland am 7. Juni 1919 mit nur zwei Flugzeugen. Die ersten Flugplätze und Wasserflugzeugbasen wurden schrittweise in und um Riga errichtet. Bis Juni 1940 war die Lettische Luftwaffe mit rund 130 Flugzeugen auf Militärflugplätzen in Riga und einigen anderen Städten stationiert.

## Liste der Flughäfen und Flugplätze
Die Liste enthält zertifizierte Flugplätze aus Dokumenten des lettischen Luftverkehrs und der Zivilluftfahrtbehörde sowie aufgegebene und historische Flugplätze aus verschiedenen Quellen.

### Zugelassen
Flugplätze, die zugelassen sind und regelmäßig oder sporadisch genutzt werden. 
|  | Bezirk Mārupe, (deutsch Marienbach) |

|  | Bezirk Ādaži, Ādaži (deutsch Neuermühlen) |

|  | Bezirk Priekuļi, Viesturi |

|  | LV-111, Lociki |

|  | Bezirk Ikšķile, Ikšķile (deutsch Uexküll) |

|  | Bezirk Engure, Tukums |

|  | Bezirk Grobiņa, Cimdenieki |

|  | Bezirk Limbaži, Limbaži (deutsch Lemsal) |

|  | Riga, Spilve |

|  | Ventspils, (deutsch Windau) |

|  | Bezirk Lielvārde, Lielvārde (deutsch Lennewarden) |

|  | Jelgava, (deutsch Mitau) |

|  | Bezirk Jelgava, Nākotne |

|  | Bezirk Jelgava, Nākotne |

|  | Bezirk Madona, Devēna |

|  | Bezirk Madona, Baltiņi |

|  | Bezirk Ludza, (deutsch Ludsen) |

|  | Bezirk Lielvārde, Dzelmes |

|  | Riga, Andrejsala |

Bedeutung der Symbole in der Statusspalte
Anmerkungen
1. ↑  Wird jetzt von einer Flugschule genutzt:
  - Pilot school First Fly. In: firstfly.lv. Abgerufen am 16. Oktober 2020 (englisch).
  - EVAD – Мы всегда по пути. In: airfield-adazi.lv. 24. Februar 2011, abgerufen am 15. Oktober 2020 (englisch).
2. ↑  Der Flugplatz mit Graspiste wurde 2006 als kommerzieller Flugplatz für die allgemeine Luftfahrt gebaut, nur wenige hundert Meter vom alten Flugplatz entfernt.Forgotten airfields. In: forgottenairfields.com. Abgerufen am 16. Oktober 2020 (englisch).
3. ↑  Früherer Name: „Tukuma lidosta“
4. ↑  Auf dem Gelände ist auch die Pilotenschule von airBatic, Fortsetzung der Luftwaffenschule Libau/Grobin
5. ↑  Jetzt Falschirmsport-Basis
  - Skydive Latvia. In: skydive.lv. Abgerufen am 18. Oktober 2020 (englisch).
6. ↑   Der 1970 vom sowjetischen Militär gebaute Luftwaffenstützpunkt «Аэродром Лиелварде» war der größte im Baltikum und wurde 1994 von den Lettischen Luftstreitkräften übernommen; jetzt auch NATO-Stützpunkt.
  - Flugplatz Lielvārde, Lettland. In: mil-airfields.de. Abgerufen am 20. Oktober 2020.
  - 899th Fighter-Bomber Aviation Regiment. In: ww2.dk. 24. August 2018, abgerufen am 18. Oktober 2020 (englisch).
  - NATO reinforcements to arrive early 2017. In: eng.lsm.lv. 8. September 2016, abgerufen am 18. Oktober 2020 (englisch).
  - История 899-й АПИБ а/д Лиелварде. In: aviamuseum.org. 26. Juli 2011, abgerufen am 20. Oktober 2020 (russisch).
  - Лиелварде (аэродром) — Вики&. In: wiki2.info. 7. September 2014, abgerufen am 20. Oktober 2020 (russisch).
  - Aviācijas bāze. In: sargs.lv. 14. August 2020, abgerufen am 20. Oktober 2020 (lettisch).
  - Aviācijas bāze. In: sargs.lv. 26. August 2015, abgerufen am 20. Oktober 2020 (lettisch).
7. ↑  Jetzt genutzt als Firmen-Heliport
  - Tvnet/leta: No «Amo Plant» izbrauc pirmais Latvijā ražotais autobuss. In: tvnet.lv. 6. September 2018, abgerufen am 16. Oktober 2020 (lettisch).
8. ↑  Betrieben vom Lido Kirsona Muiza Hotel Vestiena
  - Ķirsona muiža, viesnīca – Viesu nami Latvijā. In: viesunami.lv. 4. September 2015, abgerufen am 16. Oktober 2020 (lettisch).
9. ↑  Am 14. November registrierte der russische Politiker und Milliardär Пётр Авен (Pjotr Awen) die Firma SIA „Klauģu muiža RE“. Das Ensemble um das futuristische Herrenhaus Klauģi in Klauģuleja, Bezirk Madona, wurde 2017 erbaut. Der Gebäudekomplex am Ufer der Klauģi-Seen besteht aus einem Wohngebäude, einem Gästehaus, einer Banja, einem Wachgebäude und dem Heliport.
  - Kristina Blaua: FOTO: Krievu miljardieris Avens reģistrējis lepno Klauģu muižu kā uzņēmumu. In: topraksti.lv. 17. November 2019, abgerufen am 17. Oktober 2020 (lettisch).
10. ↑  Auch Sportflugzeuge>
11. ↑  Heliport unmittelbar am Fährschiffanleger
  - Riga Robinson R-44. In: aviofoto.lv. Abgerufen am 18. Oktober 2020 (lettisch).
  - Raivis Šveicars: Heliports bagātniekiem un glābējiem. In: la.lv. 15. Juni 2016, abgerufen am 18. Oktober 2020 (lettisch).

### Ehemalige Flugfelder
Etliche Einrichtungen haben nur noch historische Bedeutung und sind für den Flugverkehr nicht mehr brauchbar. Oft sind es ehemalige Fliegerhorste aus den Weltkriegen oder mit der Unabhängigkeit aufgegebene Einrichtungen der Sowjetischen Luftverteidigungsstreitkräfte oder eine Vielzahl von Agrarflugpläzen, die nach Privatisierung der Landwirtschaft nicht mehr wirtschaftlich zu betreiben sind.
|  | Bezirk Aizpute, Aizpute (deutsch Hasenpot) |

|  | Bezirk Aknīste, Aknīste (deutsch Oknist) |

|  | Bezirk Aloja, Aloja (deutsch Allendorf) |

|  | Bezirk Rēzekne, Audriņi |

|  | Bezirk Tērvete, Augstkalne |

|  | Bezirk Balvi, Balvi (deutsch Bolwen) |

|  | Bezirk Madona, Barkava |

|  | Bezirk Dobele, Bērze (deutsch Behrshof) |

|  | Bezirk Ķegums, Birzgale (deutsch Birsgallen) |

|  | Bezirk Sala, Birži (deutsch Groß-Buschhof) |

|  | Bezirk Priekuļi, Spriguļi |

|  | Bezirk Aizpute, Cīrava |

|  | Bezirk Madona, Degumnieki |

|  | Bezirk Dobele, Dobele (deutsch Doblen) |

|  | Bezirk Rēzekne, Dricāni (deutsch Dritzen) |

|  | Bezirk Dundaga, Dundaga (deutsch Dondangen) |

|  | Bezirk Durbe, Durbe (deutsch Durben) |

|  | Bezirk Durbe, Durbes ezers (deutsch Durbe-See) |

|  | Bezirk Vecpiebalga, Dzērbene (deutsch Serben) |

|  | Bezirk Jelgava, Eleja |

|  | Bezirk Saldus, Ezere (deutsch Groß-Essern) |

|  | Bezirk Ape, Gaujiena (deutsch Adsel) |

|  | Bezirk Bauska, Grenctāle (deutsch Grenztal) |

|  | LV-1110, Grīva (deutsch Geriva) |

|  | Bezirk Kuldīga, Gudenieki |

|  | Bezirk Krāslava, Indra (deutsch Uexküll) |

|  | Bezirk Tukums, Irlava (deutsch Waldheim) |

|  | Bezirk Madona, Jaunkalsnava (deutsch Neu-Kalzenau) |

|  | Jelgava, (deutsch Mitau), Lapskalni |

|  | Bezirk Krustpils, Krustpils (deutsch Kreutzburg) |

|  | Bezirk Ķekava, (deutsch Keckau) Odukalns |

|  | LV-111, Līksna (deutsch Lixten) |

|  | Bezirk Talsi, Ošciems |

|  | Bezirk Ogre, Madliena (deutsch Sissegall) |

|  | Bezirk Kārsava, Malnava |

|  | Bezirk Burtnieki, Matīši (deutsch St. Matthiae) |

|  | Bezirk Mālpils, Mālpils (deutsch Lemburg) |

|  | Bezirk Priekuļi, Valmiera (deutsch Wolmar) |

|  | Bezirk Krustpils, Mežāre |

|  | Bezirk Jelgava, Nākotne (deutsch Zukunft) |

|  | Bezirk Nereta, Nereta (deutsch Nerft) |

|  | Bezirk Talsi, Garlene |

|  | Bezirk Smiltene, (deutsch Smilten), Ķempes |

|  | Bezirk Kuldīga, Slipiņciems |

|  | Bezirk Dobele, Penkule |

|  | Bezirk Nereta, Pilskalne (deutsch Pilkaln) |

|  | Bezirk Strenči, Kazruņģis |

|  | Bezirk Madona, Prauliena |

|  | Bezirk Priekule, Priekule (deutsch Preekuln) |

|  | Bezirk Krimulda, Ragana (deutsch Kremon) |

|  | Bezirk Rēzekne, (deutsch Rositten) Kuciņi |

|  | Bezirk Līvāni Rožupe–Vilmenieši |

|  | Riga, Rumbula (deutsch Rummel) |

|  | Bezirk Rundāle, Rundāle |

|  | Bezirk Saldus, Saldus (deutsch Frauenburg) |

|  | Bezirk Skrunda, (deutsch Schrunden) Rūnaiši |

|  | Bezirk Tukums, Slampe (deutsch Schlampen) |

|  | Bezirk Riebiņi, Stabulnieki, Meža Trūpi |

|  | Bezirk Pārgauja, Stalbe–Ķirši |

|  | Bezirk Gulbene, Stari–Dreiņi |

|  | Bezirk Bauska, Strēlnieki |

|  | Bezirk Talsi, Talsi |

|  | Bezirk Vaiņode, Vaiņode (deutsch Wainoden) |

|  | Bezirk Jelgava, Valgunde (deutsch Wolgund) |

|  | Bezirk Burtnieki, Valmiera (deutsch Wolmar) |

|  | Bezirk Vārkava, Vecvārkava (deutsch Warkow) |

|  | Bezirk Kuldīga, Vecvārme (deutsch Wormensate) |

|  | Bezirk Koknese, Vecbebri (deutsch Alt-Bewershof) |

|  | Bezirk Viļāni, Viļāni (deutsch Welonen) |

|  | LV-111, Višķi |

|  | Bezirk Salacgrīva, Vitrupe (deutsch Wettersbach) |

|  | Bezirk Alūksne, (deutsch Marienburg) Zaiceva–Čistigi |

|  | Bezirk Jelgava, Zaļenieki (deutsch Grünhof) |

|  | Bezirk Jēkabpils, Zasa (deutsch Weessen) |

|  | Bezirk Roja, (deutsch Rojen) Žocene |

Anmerkungen
1. ↑  Der Flugplatz wurde von der Sowjetunion in den Jahren 1975–1985 gebaut und von der staatlichen Aeroflot für Agrarflüge genutzt. Der Platz ist immer noch in einem recht guten Zustand und wird als Park- und Lagerplatz genutzt.Forgotten airfields. In: forgottenairfields.com. Abgerufen am 16. Oktober 2020 (englisch).
2. ↑  Das Gelände wird von einem deutschen Torfproduzenten genutzt.
3. ↑  Jetzt als Straße genutzt.
4. ↑  Der Flugplatz wurde von der Sowjetunion in den Jahren 1975–1985 als Agrarflugplatz gebaut. Er bestand aus einer kleinen Landebahn und einem mittelgroßen Vorfeld südlich der Landebahn. 2012 wurde die Anlage als ‚nicht verfügbar‘ deklariert. Luftaufnahmen zeigen die Landebahn inmitten eines Waldes und weitgehend überwachsen. Der Platz ist für den gesamten Flugverkehr gesperrt.Forgotten airfields. In: forgottenairfields.com. Abgerufen am 16. Oktober 2020 (englisch).
5. ↑  Der Flugplatz wurde von der Sowjetunion in den Jahren 1975–1985 als Agrarflugplatz gebaut. Er bestand aus einer kleinen Landebahn und einem mittelgroßen Vorfeld und ein hangarähnliches Gebäude südöstlich der Landebahn. Die lettische Luftfahrtbehörde listet den Zustand als ‚ziemlich gut‘, war aber 2013 eher ‚durchschnittlich‘. Der Flugplatz gehört der Gemeinde Augstkalne, ist jedoch N€Z und für den Flugverkehr geschlossen.
  - Forgotten airfields. In: forgottenairfields.com. Abgerufen am 16. Oktober 2020 (englisch).
6. ↑  Der ehemalige Agrarflugplatz bestand aus einer kleinen Landebahn, drei Taxiways und einem mittelgroßen Vorfeld nordöstlich der Landebahn. Dieser Flugplatz unterscheidet sich von ähnlichen Flugplätzen dadurch, dass er einer von nur zwei Agrarflugplätzen ist, die eine 25 % größere (500 m) Landebahn haben (der andere ist in Nākotne).
  - Forgotten airfields. In: forgottenairfields.com. Abgerufen am 16. Oktober 2020 (englisch).
7. ↑  Mai 2017: Ehemaliger landwirtschaftlicher Flugplatz in relativ gutem Zustand, umgeben von flachen Feldern und sauberen Zufahrten. Die Landebahn weist viele Risse mit Gras auf, ist jedoch relativ eben. Der Platz ist N€Z und daher offiziell für den Flugverkehr gesperrt.
  - Forgotten airfields. In: forgottenairfields.com. Abgerufen am 16. Oktober 2020 (englisch).
8. ↑  Total überwachsen, Graspiste
9. ↑  Der Flugplatz wurde in den 1960er Jahren von der Sowjetunion gebaut. Es wurde für die Flugaktivitäten der DOSAAF verwendet und besteht aus einem großen Flugfeld, einem mittelgroßen Vorfeld und einigen Hangars nordwestlich der Landebahn. Im Jahr 2010 hat die Behörde den Flugplatz als nutzbar eingestuft. Ein Flugverein ist auf dem Flugplatz immer noch aktiv, obwohl ein neuer Flugplatz nur wenige hundert Meter südöstlich eröffnet wurde.
  - Forgotten airfields. In: forgottenairfields.com. Abgerufen am 16. Oktober 2020 (englisch).
10. ↑  Der Flugplatz wurde im Zweiten Weltkrieg für die deutsche Luftwaffe gebaut. Sie evakuierte den Flugplatz am 4. 5. Mai 1945. Nach dem Krieg wurde der Platz für Flugübungen der sowjetischen paramilitärischen DOSAAF (ruS|ДОСААФ) verwendet. Es besteht aus einer mittelgroßen Betonlandebahn mit einer parallelen Graslandebahn und einem Rollweg zum mittelgroßen Vorfeld östlich der Landebahn. Zusätzlich gibt es einen Rollweg zum weiteren Vorfeld nordwestlich. Die ettische Behörde stuft den Platz als ‚ziemlich gut‘ ein. Obwohl der Flugplatz N€Z und daher offiziell für den gesamten Verkehr gesperrt ist, handelt es sich um einen aktiven Flugplatz, der von den örtlichen Kurzemes Aeroklubs genutzt wird. Sie nutzen es zum Fallschirmspringen, Segelfliegen und für andere Aktivitäten in der allgemeinen Luftfahrt.Forgotten airfields. In: forgottenairfields.com. Abgerufen am 16. Oktober 2020 (englisch).
Kurzemes Avioklubs. In: airclub.lv. Abgerufen am 16. Oktober 2020 (lettisch).
11. ↑  Am Ostufer des Durbe-Sees (Durbes ezers) befand sich ein Wasserflugplatz. Er wurde 1939 bis 1941 gebaut. Heute ist der Platz geschlossen, einzelne Reste sind noch vorhanden. Durbe-Sees in der Nähe von Līgatne wurde zwischen 1939 gebaut. Während der Sowjetzeit gab es 43. Luftfahrtgeschwader mit 13 Wasserflugzeugen Berijew MBR-2. Heute zeugen nur noch Betonplatten am Ufer des Sees von dem früheren Objekt.
  - Wasserflugplatz Durbe, Lettland. In: mil-airfields.de. Abgerufen am 18. Oktober 2020.
  - Durbes hidroplanu bazes vieta. In: Lauku celotajs. Abgerufen am 18. Oktober 2020 (englisch).
12. ↑  Liegt fast an der Grenze zu Estland (6,5 km), da Flugverbot in der Sperrzone
13. ↑  Während der Sowjetzeit erbaut und als Agrarflugplatz genutzt. Inzwischen fast vollständig zerstört. Ein Teil wurde um den Bau der Rail Baltica abgerissen, da die Eisenbahntrasse direkt über die ehemalige Landebahn führen soll. Grenztal ist 1,7 km von heutiger litauischer Grenze entfernt. Wegen der günstigen Lage an der Grenze und Nähe zu Riga, plante Ryanair 2011 den Standort auszubauen. Das Projekt wurde aufgegeben.
  - «Ryanair» Bauskas novadā būvēs savu lidlauku. In: bauskasdzive.lv. Archiviert vom Original (nicht mehr online verfügbar) am 3. Februar 2020; abgerufen am 17. Oktober 2020 (lettisch).  Info: Der Archivlink wurde automatisch eingesetzt und noch nicht geprüft. Bitte prüfe Original- und Archivlink gemäß Anleitung und entferne dann diesen Hinweis.
14. ↑  Der Platz wird jetzt von Fallschirmspringern genutzt
  - Skydiving Daugavpils, Latvia – Daugavpils DropZone. In: dropzone.lv. Abgerufen am 17. Oktober 2020 (englisch).
15. ↑  Während der Sowjetzeit erbaut und als Agrarflugplatz genutzt. Auch als Flugplatz Birži bekannt. Das Gebiet des Flugplatzes wird seit einiger Zeit von der Holzverarbeitungsanlage First Forest International genutzt. Bis 2010 war der Flugplatz völlig unbrauchbar. Die Landebahn war Lagerplatz. Ab 2010 wurde jedoch komplett renoviert. Am 19. März 2012 haben die lettischen Behörden den Status auf "gut" aktualisiert. Der Flugplatz war jedoch noch N€Z und somit offiziell für den gesamten Flugverkehr gesperrt. Inzwischen wird er für Flüge genutzt.
  - Gudenieki. In: Forgotten Airfields. Abgerufen am 17. Oktober 2020 (englisch).
16. ↑  Es ist nicht bekannt, wann der Flugplatz gebaut wurde, aber er war Teil der ersten Verteidigungslinie der Sowjetunion. Jelgava war eine Reserve für die Basis „Tukuma lidosta“ mit einer einzigen Landebahn. Der Luftwaffenstützpunkt wurde für den Notfall (sprich: Kriegszeit) gewartet und von Hubschraubern und einigen Leichtflugzeugen genutzt. In den späten 80ern wurde die Landebahn erweitert, um die Verwendung durch schnelle Düsenflugzeuge zu ermöglichen.
Die 285 OVEREB (285. Independent Electronic Warfare Helicopter Squadron) war hier bis Anfang der 1990er Jahre mit Mi-8-Flugzeugen stationiert. Nach dem Zusammenbruch der Sowjetunion wurde es hauptsächlich von Rigas Aeroclubs zum Fallschirmspringen und für Aktivitäten in der allgemeinen Luftfahrt verwendet. Der Flugplatz wurde mit einer 2500 m langen Landebahn gebaut, aber nach der Privatisierung des Flugplatzes schrittweise auf 800 m verkürzt.
  - Jelgava Air Base. In: forgotten Airfields. Abgerufen am 17. Oktober 2020 (englisch).
  - http://militera.lib.ru/h/hazanov_db2/03.html. In: militera.lib.ru. Abgerufen am 17. Oktober 2020 (russisch).

Auf einen Teil des Geländes wurde ein „Airport-Zoo“ eingerichtet. Dort wurden verschrottete Flugzeuge als Tiere ‚dekoriert‘.
  - Duncan Monk: Jurmala Airport Air Zoo - AeroResource. In: aeroresource.co.uk. 4. Februar 2018, abgerufen am 19. Oktober 2020 (englisch).
  - Tours at the airport — Jurmala Airport. In: jurmalaairport.com. Abgerufen am 19. Oktober 2020 (englisch).
17. ↑  Befindet sich an der Grenze zu Russland. Während der Sowjetzeit erbaut und als Agrarflugplatz genutzt. Inzwischen wurde eine Autocross-Strecke angelegt, da ein Flugbetrieb im Grenzbereich verboten ist.
  - MyAirfields. In: myairfields.com. 1. Oktober 2020, abgerufen am 18. Oktober 2020 (englisch).
18. ↑  Privater, N€Zer Flugplatz 2 km nordwestlich des Dorfes Nereta und 5 km nordöstlich der Grenze zu Litauen. Die Graslandebahn ist nur für Ultraleichtflugzeuge geeignet. Eigentümer des Platzes ist der Schießsporterein „Saules sporta klubs“. Neben der Landebahn befindet sich eine Motorsportstrecke.
19. ↑  Jetzt genutzt für Beschleunigungsrennen
  - Dragrace Kazruņģis - Hundewiese. In: de.foursquare.com. 15. Juli 2020, abgerufen am 18. Oktober 2020.
20. ↑  Im Wappen ist ein Ikarus abgebildet. Der erste Flugplatz wurde 1939 gemäß dem Basisabkommen zwischen der lettischen Regierung und der UdSSR angelegt. Nach dem Zweiten Weltkrieg wurde der Flugplatz hauptsächlich für Agrarflüge genutzt. Derzeit gibt es nur Betrieb mit Kleinflugzeugen, aber zum jährlichen Ikarus-Festival werden Rundflüge organisiert.
  - Ikara svētki Priekulē. In: liepajniekiem.lv. 8. August 2012, abgerufen am 18. Oktober 2020 (lettisch).
21. ↑  jetzt als Cross-Rennstrecke genutzt
  - Gatis Krastiņš: Biedrība EVE autosports. In: eveautosports.lv. 22. September 2020, abgerufen am 19. Oktober 2020 (lettisch).
22. ↑  Der Flugplatz ist nur ca. 4 km von der Grenze zu Litauen entfernt. Schon 1906 bestand der deutsche Luftschiffhafen Wainoden, der im Ergebnis des Vertrags von Versailles an Lettland fiel. Die ehemaligen Luftschiffhallen der Militärluftschiffe kaufte 1924 die Stadt Riga und benutzte sie für den Bau des Zentralmarkts Riga. 
Das Gelände der ehemaligen Luftschiffbasis wurde auch weiterhin militärisch genutzt, so zum Beispiel 1944 durch das Sturmgeschwader 4. Nach dem Ende des Zweiten Weltkriegs richtete die Sowjetarmee hier eine Militärbasis für Atomraketen ein. Die Basis wurde mit dem Abzug der Sowjetarmee verlassen und verfällt seitdem.
  - Случайно наткнулся на симпатичный сайт эйршипера. In: langenberg.livejournal.com. 2. April 2000, abgerufen am 19. Oktober 2020 (russisch).
23. ↑  Breite Asphaltbahn in relativ gutem Zustand. Während der Sowjetzeit erbaut und als Agrarflugplatz genutzt. Jetzt genutzt als landwirtschaftliche Produktions- und Lagerfläche